# Europamästerskap inomhus
Europamästerskap inomhus, Inomhus-EM, Inne-EM, är europamästerskap (EM) arrangerade i inomhusarena. För att begreppet ska vara relevant bör det röra sig om mästerskap i en sport som ofta utövas utomhus. När tävlingarna då sker inomhus leder det ofta till förändrade förutsättningar, grenprogram eller regler.

## Idrotter i vilka det anordnas europamästerskap inomhus
- Alpin skidsport [1]
- BMX
- Friidrott
- Sportskytte
- Tennis
- Ultimate